# Julia Ward Howe
Julia Ward Howe (ur. 27 maja 1819 w Nowym Jorku zm. 17 października 1910 w Portsmouth) – amerykańska abolicjonistka, działaczka społeczna, aktywistka polityczna i pisarka. Znana jest jako autorka "Hymnu Bojowego Republiki" oraz pomysłodawczyni Dnia Matki.
Córkami Julii Ward Howe były poetka Laura E. Richards i Maud Howe Elliott, które za napisaną wspólnie biografię matki otrzymały w 1917 roku Nagrodę Pulitzera.